# Oak Ridge (Florida)
Oak Ridge es un lugar designado por el censo ubicado en el condado de Orange en el estado estadounidense de Florida. En el Censo de 2010 tenía una población de 22 685 habitantes y una densidad poblacional de 2334,42 personas por km².

## Geografía
Oak Ridge se encuentra ubicado en las coordenadas 28°28′23″N 81°24′57″O / 28.47306, -81.41583. Según la Oficina del Censo de los Estados Unidos, Oak Ridge tiene una superficie total de 9.72 km², de la cual 9.24 km² corresponden a tierra firme y (4.88 %) 0.47 km² es agua.

## Demografía
Según el censo de 2010, había 22 685 personas residiendo en Oak Ridge. La densidad de población era de 2334,42 hab./km². De los 22 685 habitantes, Oak Ridge estaba compuesto por el 38.85 % blancos, el 39.99 % eran afroamericanos, el 0.56 % eran amerindios, el 4.35 % eran asiáticos, el 0.3 % eran isleños del Pacífico, el 11.24 % eran de otras razas y el 4.71 % pertenecían a dos o más razas. Del total de la población el 44.04 % eran hispanos o latinos de cualquier raza.